# XL Recordings
Pour les articles homonymes, voir XL.
XL Recordings est un label discographique indépendant britannique, basé à Londres, en Angleterre par Tim Palmer et Nick Halkes. Il est dirigé et codétenu par Richard Russell depuis 1996. Le label fait partie du Beggars Group.
Bien que ne publiant en moyenne que 6 albums par an, XL travaille avec Adele, Arca, Azealia Banks, Beck, Dizzee Rascal, Electric Six, FKA Twigs, M.I.A., Gil Scott-Heron, Jungle, Giggs (en), Gotan Project, The Horrors, Jai Paul, King Krule, Nines (en), The Prodigy, Peaches, Radiohead, Sampha, SBTRKT, Sigur Rós, Tyler, The Creator, Vampire Weekend, The White Stripes, et The xx. Le label publie des albums dans le monde entier, dans un large éventail de genre.

## Histoire

### Années 1980–1990
Le label est fondé en 1989 pour diffuser de la rave et de la dance. Il est inspiré de Citybeat, le label de dance music plus commerciale de Beggars Banquet, qui était connu pour les albums de groupe tels que Freeez, Starlight, Dream Frequency et les Ultramagnetic MCs. Toutefois, avec le succès de groupes tels que The Prodigy et SL2, XL surpasse Citybeat.
Au début des années 1990, les publications de XL sont orientées vers la dance, depuis la techno belge (Anasthasia de T99) jusqu'au breakbeat hardcore (On a Ragga Tip de SL2), en passant par la drum and bass (I'm Leavin' de Jonny L). Cette période de l'histoire de XL est documentée dans la série de compilations XL Recordings Chapters. En 1993, Halkes quitte XL pour créer le label de dance commerciale Positiva, propriété de EMI, puis par la suite son propre label indépendant de dance Incentive Records (en). Après le retrait du cofondateur Tim Palmer en 1996, Richard Russell prend la direction du label.
Par la suite, Russell élargit le spectre musical du label, tout en maintenant son credo de travailler avec des artistes qu'il considérait comme originaux et inventifs. En 1994, le label sort le second album de Prodigy, Music for the Jilted Generation qui entre premier dans les charts anglais. En 1997 est publié le troisième album de Prodigy, The Fat of the Land qui entre premier dans les charts anglais et américains, et qui se classe no 1 dans 26 autres pays.

### Années 2000–2010
En juin 2000 sort The Hour of Bewilderbeast de Badly Drawn Boy, qui remporte le Mercury Music Prize 2000. L'année suivante, le troisième album des White Stripes, White Blood Cells, sort en même temps que les rééditions des albums précédents du groupe, The White Stripes et De Stijl. En 2003, XL Recordings remporte le prix A&R de Music Week et publie également le quatrième album des White Stripes, Elephant, qui est leur premier numéro un au Royaume-Uni et atteint le double disque de platine en Grande-Bretagne. La même année, XL a publié le premier album solo de Dizzee Rascal, Boy in da Corner, pour lequel Dizzee reçoit le Mercury Prize du meilleur album en 2003.
Le 24 avril 2012, XL sort Blunderbuss, le premier album solo de Jack White. En 2012, XL Recordings est nommé « label de l'année » lors des Music Week Awards à Londres. XL remporte également les prix du « meilleur A&R » et « best artist campaign ». Le directeur du label, Richard Russell, est devenu le plus jeune lauréat du « Strat Award » pour l'ensemble de sa carrière.
Les ventes de l'album 21 d'Adele contribuent à faire passer le solde bancaire de XL Recordings de 3 à 32 millions de livres sterling en 12 mois. En mars 2011, XL Recordings sort trois albums vendus à plus d'un million d'exemplaires au Royaume-Uni : The Fat of the Land de The Prodigy, et 19 et 21 d'Adele.

## Groupes et artistes
- Adele
- Atoms for Peace
- The Avalanches
- Badly Drawn Boy
- Basement Jaxx
- Be Your Own Pet
- Beck
- Blue States
- Bobby Womack
- Cajun Dance Party
- Capitol K
- Devendra Banhart
- Dizzee Rascal
- Friendly Fires
- Fontaines D.C.
- Gorillaz
- Ibeyi
- Jack White
- Jungle
- Kaytranada
- Låpsley
- Leila[Lequel ?]
- M.I.A.
- Moby
- The Prodigy
- The Raconteurs
- Radiohead
- Ratatat
- RJD2
- Prince85
- Sigur Rós
- The Smile
- The Horrors
- The White Stripes
- Titus Andronicus
- To My Boy
- Tyler, The Creator
- Vampire Weekend
- The xx
- Weezer
- Wiley
- Yaeji